# Alleanza turco-tedesca
L'alleanza turco-tedesca fu un accordo diplomatico stipulato fra l'Impero ottomano e l'Impero tedesco il 2 agosto 1914. Essa determinò l'entrata in guerra degli ottomani nel primo conflitto mondiale al fianco delle potenze centrali.
Nell'Impero ottomano esisteva un movimento politico favorevole a un'alleanza con la Francia e l'Impero britannico: figure come Talat Pascià preferivano infatti l'accordo con queste nazioni. A questo assetto esisteva però un grave ostacolo, essendo la Francia il principale alleato dell'Impero russo, nemico storico dei turchi sin dalla guerra russo-turca del 1828-1829.
Il sultano Mehmet V voleva espressamente che l'Impero restasse neutrale, ma la pressione della Germania e del consigliere del sovrano condusse invece allo schieramento della nazione.
La Germania, dal canto suo, necessitava dell'appoggio turco. L'Orient-Express effettuava collegamenti con Istanbul fin dal 1889, e prima della Grande Guerra il sultano aveva raccolto l'auspicio tedesco di un piano per estendere la linea fino a Baghdad, attraverso l'Anatolia. Ciò avrebbe rafforzato il legame turco all'Europa industrializzata, favorendo anche l'accesso della Germania alle sue colonie in Africa e al mercato indiano. Per tenere l'Impero ottomano lontano dalla Triplice intesa, la Germania spinse quindi Romania e Bulgaria ad associarsi con gli Imperi centrali.
Il trattato turco-tedesco fu firmato in segreto il 2 agosto 1914, perché i turchi affiancassero le potenze centrali un giorno dopo la dichiarazione di guerra tedesca alla Russia. L'alleanza fu ratificata da vari alti dignitari turchi, fra cui il Gran Visir Said Halim Pascià, il ministro della guerra Enver Pasha, quello degli interni Talat Pasha e il capo del parlamento Halil Bey.
Non vi fu però la ratifica della casa reale ed il sultano stesso non firmò. Dal momento che la Costituzione gli attribuiva il comando delle forze armate, la scelta di Mehmet mise in discussione la validità del trattato, perché significava che l'esercito non avrebbe combattuto un jihād in nome del re. D'altra parte il sultano avrebbe voluto la neutralità, e non desiderava affatto condurre personalmente l'esercito, così lasciò per lo più il governo a eseguire i suoi ordini.